# Tara Würth
Tara Würth (Zagreb, 30 de septiembre de 2002) es una tenista croata.

## Carrera
Würth debutó en el WTA Tour en 2021 en el 125 de Belgrado. En primera ronda derrotó a Ekaterina Yashina, derrotó en segunda ronda a Irina Bara y perdió en cuartos de final contra Andrea Petkovic.
En 2022 disputó el 125 de Makarska, donde venció a Réka Luca Jani en primera ronda, a Anastasiya Potápova en segunda ronda y perdió en cuartos de final contra Linda Nosková. En septiembre participó en el 250 de Portoroz, pero perdió en primera ronda contra Jasmine Paolini. Su siguiente torneo fue el 250 de Parma, donde cayó en primera ronda ante Réka Luca Jani.
En 2024 jugó el 125 de Antalya, en singles y en dobles junto a Alena Fomina-Klotz. En torneo individual derrotó a Çağla Büyükakçay en primera ronda, pero perdió contra Irina-Camelia Begu en segunda ronda y en dobles perdió en primera ronda contra Miriam Kolodziejová y Anna Sisková. Participó en el 250 de Praga, pero perdió en primera ronda contra Laura Samson. Luego participó en el 125 de Montreux, en el torneo individual y en el torneo de dobles junto a Ella Seidel. En el torneo individual derrotó a Jenny Duerst en primera ronda, a Anouk Koevermans en segunda ronda, pero perdió en cuartos de final ante Petra Marčinko y en el torneo de dobles avanzó a semifinales al derrotar a Jil Teichmann y Céline Naef en cuartos de final, pero perdió contra Quinn Gleason y Ingrid Gamarra Martins. Su siguiente participación fue en el 125 de Liubliana, donde cayó en primera ronda contra Petra Marčinko. Luego participó por primera vez en un torneo sudamericano, cuando disputó el 125 de Santa Cruz, en singles y dobles junto a Anca Todoni. En primera ronda del torneo individual derrotó a Tina Nadine Smith, en segunda ronda a Laura Pigossi, pero perdió en cuartos de final contra Panna Udvardy y en el torneo de dobles avanzó hasta semifinales, al derrotar a Veronika Erjavec y Darja Semenistaja en cuartos de final y perdió contra Nuria Brancaccio y Leyre Romero Gormaz. Después su participación del torneo realizado en Bolivia, viajó a Colombia para jugar el 125 de Cali, en singles y dobles junto a Katarina Zavatska. En el torneo individual perdió en primera ronda contra Darja Semenistaja y en el torneo de dobles vencieron a Yuliana Monroy y Maria Torres Murcia en primera ronda, a Aliona Bolsova y Valeriya Strakhova en cuartos de final, en semifinales a Maria Kononova y Maria Kozyreva y logró alcanzar su primera final WTA, pero perdió contra Veronika Erjavec y Kristina Mladenovic.